# Амагірі (1930)
Амагірі (Amagiri, яп. 天霧) — ескадрений міноносець Імперського флоту Японії, який брав участь у Другій світовій війні.
Корабель, який став п'ятнадцятим серед есмінців типу «Фубукі», спорудили у 1930 році на верфі Ishikawajima у Токіо.
На момент вступу Японії до Другої світової війни «Амагірі» належав до 20-ї дивізії ескадрених міноносців, яка 26 листопада 1941-го прибула з Японії до порту Самах (острів Хайнань). 4 грудня «Амагірі» та ще 9 есмінців і легкий крейсер вийшли з Самаху, супроводжуючи 18 транспортів з військами для висадки на півострові Малакка. Через кілька діб на підході до півострова конвой розділився на 4 загони, які попрямували для висадки у Сурат-Тані і Патані, Сінгорі (все — Сіам) та Кота-Бару (британська Малая), при цьому «Амагірі» та ще 3 есмінці забезпечували висадку в Сінгорі. Висадка успішно відбулася в ніч проти 8 грудня (тобто одночасно з нападом на Перл-Гарбор — але по іншу сторону лінії зміни дат), а невдовзі «Амагірі» прибув до бухти Камрань (центральна частина узбережжя В'єтнаму).
13 грудня 1941-го «Амагірі» та ще 10 есмінців вийшли з Камрані для супроводу Другого Малайського конвою, який 16 грудня розпочав розвантаження на півострові Малакка. Відомо також, що 24 грудня 20-та дивізія та ще один есмінець і один легкий крейсер вийшли з Камрані для супроводу чергового конвою, що 30 грудня розпочав висадку в Кота-Бару на півострові Малакка.
16—19 січня 1942-го ескадра, до якої належав «Амагірі», виходила з Камрані для супроводу 5 важких та 3 легких крейсерів. Такі дії пояснювались отриманням японським командуванням хибних даних про прибуття до Сінгапуру чергового британського лінкора.
Наприкінці січня 1942-го корабель взяв участь у операції в Ендау на східному узбережжі півострова Малакка (менш ніж за півтори сотні кілометрів від Сінгапура). 21 січня цей пункт захопили наземні війська, після чого для швидкого облаштування тут авіабаз до Ендау спрямували два транспорти, а «Амагірі» та ще 5 есмінців і легкий крейсер забезпечували їх безпосереднє прикриття. 26 січня загін прибув до Ендау, після чого японські кораблі змогли відбити атаки авіації, а потім і нічний напад двох есмінців. В останньому випадку спершу легкий крейсер разом з одним есмінцем вступив із британськими кораблями в артилерійський бій та примусив їх до відступу, а потім «Амагірі» та інші 4 есмінці атакували британців на відході та змогли потопити один корабель. За кілька діб загін прикриття прибув до Камрані.
Наступною операцією, у якій взяв участь «Асагірі», став десант на Суматру для оволодіння центром нафтовидобутку в Палембанзі. 11 лютого 1942-го він разом зі ще одним есмінцем вийшов з Камрані для супроводу другого ешелону транспортного конвою, який складався з 14 суден. У ніч проти 15 лютого перший ешелон здійснив висадку на острів Бангка та став готуватись до просування по річці в напрямку Палембанга, де ще 14 числа японці викинули повітряний десант. Ввечері 16 лютого другий ешелон підійшов до району операції та почав розвантаження.
21—24 лютого 1942-го «Амагірі» брав участь у прикритті операцій з траління в районі Сінгапура.
8 березня 1942-го «Амагірі» разом зі ще 5 есмінцями та 2 легкими крейсерами вийшли з Сінгапура як безпосередній ескорт 6 транспортів, що в ніч проти 12 березня безперешкодно висадили десант на півночі Суматри. Після цього есмінець прибув до Пенангу (західне узбережжя півострова Малакка).
20 березня 1942-го «Амагірі» та ще 6 есмінців та 2 легкі крейсери вийшли з Пенангу для супроводу 9 транспортів, що мали висадити десант на Андаманських островах. 23 березня відбулась висадка в Порт-Блер, яка не зустріла спротиву.
Тим часом японське ударне авіаносне з'єднання вийшло в Індійський океан та попрямувало для удару по Цейлону. Північніше в Бенгальській затоці проти судноплавства мали діяти легкий авіаносець та 5 важких крейсерів. Останні рушили 1 квітня 1942-го з південнобірманського порту Мергуй (сучасний М'єй на східному узбережжі Андаманського моря) у супроводі 4 есмінців, при цьому 3 квітня цей ескорт замінили чотирма іншими есмінцями, черед яких був і «Амагірі». 6 квітня крейсерський загін розділився на три групи та провів бліц на ворожих комунікаціях. «Амагірі» при цьому охороняв південну групу з важких крейсерів «Мікума» та «Могамі» та взяв участь у потопленні трьох суден, зокрема він добив торпедами британські транспорти Dardanus (7726 GRT) та Gandara (5281 GRT). У підсумку рейдовий загін прибув до Сінгапура, а 13—22 квітня 1942-го «Амагірі» прямував звідси до Куре, де пройшов доковий ремонт.
Невдовзі «Амагірі» брав участь в операції, яка мала за мету захоплення атола Мідвей та створення баз на Алеутських островах. Разом зі ще 10 есмінцями він охороняв загін адмірала Такасу, що здійснював прикриття операції на Алеутах та повернувся до Японії 14 червня 1942-го.
30 червня 1942-го «Амагірі» разом зі ще 9 есмінцями та легким крейсером полишив Внутрішнє Японське море та 2 липня прибув на Амаміосіму (архіпелаг Рюкю). 15 липня цей загін рушив до Південно-Східної Азії, маючи за мету передусім узяти участь у новому рейді до Індійського океану, що готувався японським командуванням. Кораблі пройшли через Сінгапур, зайшли до Сабангу (острівець біля північного завершення Суматри), а 31 липня прибули до Мергуй. За добу до того сюди прибули з Японії 2 важкі крейсери у супроводі іншої групи есмінців, крім того, до Мергую збирались кораблі, що вже були у регіоні. Втім, через тиждень союзники висадились на сході Соломонових островів, що започаткувало шестимісячну битву за Гуадалканал та змусило японське командування перекидати сюди підкріплення. Як наслідок, рейд до Індійського океану скасували, а більшість зібраних для цього сил спрямували до Океанії.
8 серпня 1942-го дивізія «Амагірі» полишила Мергуй. На відміну від передового загону, що поспішив для підсилення головних сил зібраного у Океанії угруповання, вона 17 серпня зайшла до Давао, звідки рушила 19 числа ескортуючи конвой з військами. 23 серпня загін зайшов на атол Трук у центральній частині Каролінських островів (тут ще до війни створили потужну базу японського ВМФ, з якої до лютого 1944-го провадились операції у цілому ряді архіпелагів).
24 серпня 1942-го «Амагірі» та ще 3 есмінці й легкий крейсер розпочали ескортування 2 транспортів з підкріпленнями для Гуадалканалу. На переході 26 серпня надійшов наказ терміново доправити частину бійців на Гуадалканал, для чого в районі за 1200 км на північний захід від острова їх передали на есмінці (а транспорти вирушили під прикриттям крейсера до Рабаула — головної передової бази в архіпелазі Бісмарка, з якої здійснювались операції на Соломонових островах та сході Нової Гвінеї). Недостатній запас пального на есмінцях не дозволяв їм провести весь рейс на високій швидкості та мінімізувати перебування біля Гуадалканалу у світлу пору дня. Як наслідок, 28 серпня за півтори сотні кілометрів на північ від острова, біля північного входу до протоки між островами Санта-Ісабель та Малаїта, американська авіація атакувала загін, потопила один та пошкодила два есмінці. Лише «Амагірі» не отримав пошкоджень, при цьому він підібрав 135 членів екіпажу та кілька десятків бійців з потопленого «Асагірі» та здійснював проведення на буксирі «Сіракумо», який втратив хід. Надалі останню функцію перебрав на себе мінний загороджувач «Цугару», що у супроводі есмінця «Кагеро» вийшов назустріч з якірної стоянки Шортленд (прикрита групою невеликих островів Шортленд акваторія біля південного завершення острова Бугенвіль, де зазвичай відстоювались бойові кораблі та перевалювались вантажі для подальшої відправки далі на схід Соломонових островів). 30 серпня «Сіракумо» привели на Шортленд.
У наступні тижні «Амагірі» неодноразово — 31 серпня, 5 та 17 вересня — виходив для доправлення підкріплень на Гуадалканал (доставка бійців та вантажів на швидкохідних есмінцях до району активних бойових дій стала типовою для японського флоту в кампанії на Соломонових островах). Крім того, 2 та 8 вересня есмінець здійснив рейси для охорони інших кораблів, що виконували транспортну місію.
19 вересня 1942-го «Амагірі» разом зі ще одним есмінцем виходив з Шортленду для допомоги транспорту «Широгане-Мару», який був торпедований поблизу Бугенвіля підводним човном та втратив хід. «Широгане-Мару» привели на буксирі на Шортленд та посадили на мілину, де воно й стало остаточною втратою.
27 вересня 1942-го «Амагірі» залучили до проведення на буксирі барж до острова Рендова (в архіпелазі Нью-Джорджія, який розташований у центральній частині Соломонових островів за дві з половиною сотні кілометрів на північний захід від Гуадалканалу). Цього разу рейс скасували через погану погоду, проте 1 та 7 жовтня «Амагірі» все-таки виконав такі завдання.
10 жовтня 1942-го «Амагірі» здійснив ще один транспортний рейс до Гуадалканалу, а 12 числа виходив для зустрічі швидкісних гідроавіаносців «Ніссін» та «Тітосе», які повертались з такого ж завдання.
13 жовтня 1942-го «Амагірі» вийшов у море для супроводу 2 важких крейсерів, що в ніч проти 14 жовтня провели обстріл аеродрому Гендерсон-Філд на Гуадалканалі (можливо відзначити, що цей рейд не мав того ж успіху, як проведене на добу раніше бомбардування з двох лінкорів, яким вдалось знищити близько чотирьох десятків ворожих літаків).
З 31 жовтня по 3 листопада 1942-го «Амагірі» разом зі ще одним есмінцем залучили до охорони важкого крейсера «Кінугаса» та легкого крейсера «Сендай», які могли залучатись до прикриття транспортних походів на Гуадалканал.
У наступні півтора місяця «Амагірі» неодноразово виходив до затоки Реката на північному узбережжі острова Санта-Ісабель (тут, північніше від Нью-Джорджії, знаходилась база японської гідроавіації). 5 листопада, 2, 9, 13 та 15 грудня есмінець здійснив сюди транспортні рейси, а 21 листопада вийшов для ескортування переобладнаного гідроавіаносця «Саньо-Мару». Останній був торпедований американським підводним човном, проте зміг повернутись на Шортленд (в цьому допомагав есмінець «Таканамі», який узяв пошкоджений корабель на буксир).
У проміжку між рейсами до Рекати «Амагірі» узяв участь в морській битві біля Гуадалканалу. Разом зі ще 10 есмінцями він супроводжував 11 транспортів, що у другій половині дня 13 листопада рушили з Шортленду. 14 листопада ворожа авіація розгромила конвой, потопивши 6 та пошкодивши 1 транспорт. «Амагірі» при цьому разом з есмінцем «Мотідзукі» врятували 1500 осіб з «Канберра-Мару» та «Нагара-Мару», після чого супроводили пошкоджений «Садо-Мару» до Шортленду (він буде потоплений на цій стоянці всього за кілька діб і стане одинадцятим та останнім втраченим судном конвою — ще чотири в ніч проти 15 листопада викинулись на узбережжя Гуадалканалу).
19—20 грудня 1942-го «Амагірі» пройшов з Шортленду до Рабаула, а 23 грудня вийшов із останнього разом з мінним загороджувачем «Цугару» у транспортний рейс до Мунди на острові Нью-Джорджія (на тлі несприятливого розвитку подій на Гуадалканалі японці з листопада узялись за облаштування тут бази). Далі «Амагірі» прибув на Шортленд, звідки 24—29 грудня прямував на Трук, охороняючи есмінець «Асасіо», який вів на буксирі есмінець «Мітісіо» (був пошкоджений авіацією ще 13 листопада, коли виходив у складі загону, який мав бомбардувати Гендерсон-Філд).
6—12 січня 1943-го «Амагірі» перейшов з до Куре для ремонту, при цьому починаючи від Сайпану (Маріанські острови) він приєднався до охорони загону з авіаносця, лінкора та важкого крейсера, які вийшли з Труку на добу пізніше у супроводі кількох інших есмінців. Певний час «Амагірі» провів у Куре на ремонті, в 10—25 березня перейшов звідти через Трук та Рабаул до Шортленда.
28 березня, 2 та 7 квітня 1943-го «Амагірі» знову виходив у транспортні рейси до затоки Реката. Під час останнього він був обстріляний ворожими літаками, через що 8 квітня перейшов з Шортленду до Рабаула, а 10—12 квітня прямував звідси на Трук для ремонту. Втім, уже 21—24 квітня «Амагірі» ескортував конвой з Труку до Рабаула, а 28—30 квітня пройшов звідти через Шортленд до Рекати на назад на Бугенвіль. 3, 4 та 10 травня «Амагірі» знову виходив до Рекати, причому з останнього походу він пройшов до Рабаула, куди прибув 12 травня.
15 травня 1943-го «Амагірі» вийшов для патрулювання в районі Кавієнгу (друга за значенням японська база у архіпелазі Бісмарка на північному завершенні острова Нова Ірландія) разом з есмінцем «Югірі». 16 числа останній був торпедований підводним човном, після чого «Амагірі» узяв пошкоджений корабель на буксир та 18 травня привів його до Рабаула.
27—29 травня 1943-го «Амагірі» пройшов через Шортленд до Рекати на назад на Бугенвіль. 31 травня — 1 червня есмінець знову ходив у похід до Санта-Ісабель, а невдовзі вже був у Рабаулі та 4 червня виходив у транспортний рейс до Тулуву на мисі Глочестер, що утворює західне завершення острова Нова Британія. 27—28 червня «Амагірі» вчергове пройшов до Рекати та потім на Бугенвіль.
30 червня 1943-го союзники розпочали операцію з заволодіння архіпелагом Нью-Джорджія. Японське командування почало реалізовувати контрзаходи і тієї ж доби «Амагірі» та ще 4 есмінці вирушили для обстрілу острова Рендова (біля південного узбережжя Нью-Джорджії), проте операцію довелось скасувати через погодні умови. 2 липня «Амагірі» вийшов з Шортленду із цією ж метою, причому в загоні були ще 7 есмінців та легкий крейсер. Бомбардування відбулося в ніч проти 3 липня та було не вельми результативним.
5—6 липня 1943-го відбувся рейс до Коломбангари (західна частина архіпелагу Нью-Джорджія), причому «Амагірі» діяв у складі загону з 10 есмінців і належав до транспортної групи. Похід призвів до нічного бою у затоці Кула, під час якого есмінець отримав незначні пошкодження від влучання п'яти снарядів, загинуло 10 членів екіпажу. Також «Амагірі» намагався провести порятунок моряків з потопленого «Ніідзукі», проте був відігнаний двома американськими есмінцями.
7 липня 1943-го «Амагірі» разом зі ще одним есмінцем вийшов для супроводу важкого крейсера «Тьокай» з Шортленда до Рабаула, а потім певний час проходив тут ремонт. При цьому його зенітне озброєння підсилили двома 25-мм автоматами.
1 серпня 1943-го «Амагірі» разом з трьома іншими есмінцями вийшов у транспортний рейс до Коломбангари. На підході до цілі їх атакувало з'єднання з 15 американських торпедних катерів, проте жодна з випущених ними трьох десятків торпед не влучила в ціль. На зворотному шляху від острова «Амагірі» в нічній темряві налетів на торпедний катер PT-109, яким командував майбутній президент США Джон Кеннеді. Невеликий американський корабель був розрізаний навпіл та затонув.
4 серпня 1943-го «Амагірі» здійснив ще один рейс до Тулуву, а 10—11 серпня ескортував на Трук «Тьокай» (цей важкий крейсер за три тижні до того отримав пошкодження при нічному виході до Нью-Джорджії). До кінця місяця есмінець проходив ремонт на Труці, під час якого отримав ще два 25-мм зенітні автомати.
31 серпня — 4 вересня 1943-го «Амагірі» знову пройшов разом з конвоєм від Трука до Рабаула. 21 вересня він здійснив транспортний рейс до Буки (порт на однойменному острові біля північного узбережжя значно більшого острова Бугенвіль), а невдовзі залучений до евакуації останніх японських гарнізонів з Нью-Джорджії. Під час цієї операції він виходив 28 вересня та 2 жовтня до Коломбангари, обидва рази виконуючи функцію прикриття.
Далі «Амагірі» знову узявся за транспортні рейси. 7 жовтня він виходив до півострова Сурумі (центральна частина південного узбережжя Нової Британії), де японці мали резервний аеродром у Гасматі, призначений для забезпечення аварійних посадок літаків, які здійснювали операції на Новій Гвінеї. 21—22 жовтня та 26—27 жовтня «Амагірі» здійснив однотипні рейси до Буки  і звідти до Кавієнга, а 31 жовтня попрямував до  острова Гарове (у морі Бісмарка за три сотні кілометрів на захід від Рабаула), проте з цього походу його відкликали через висадку союзників на Бугенвілі.
1 листопада 1943-го «Амагірі» разом кількома іншими кораблями рушив до Бугенвілю для контрвисадки в районі мису Торокіна (хоча на острові знаходився великий японський гарнізон, проте в умовах джунглів оперативно перекинути ці сили до місця висадки союзників було нелегко). Втім, контрвисадку скасували через присутність значних ворожих сил. 6 листопада 1943-го «Амагірі» все-таки доправив підкріплення на Бугенвіль (всього до операції залучили 2 легкі крейсери та 11 есмінців, з яких 4, і серед них «Амагірі», належали до транспортної групи). Втім, вже за добу цей незначний загін (близько п'яти сотень осіб) був атакований силами союзників та із важкими втратами відкинутий у джунглі.
21 листопада 1943-го «Амагірі» разом зі ще 4 есмінцями здійснили рейс до Буки, куди доправили майже дев'ять сотень бійців та евакуювали шість з половиною сотень осіб. 24 листопада загін вийшов у ще один такий похід, проте був перехоплений американськими есмінцями та розгромлений в бою біля мису Сент-Джордж, втім, саме «Амагірі» при цьому вцілів.
27 листопада і 1 грудня 1943-го «Амагірі» здійснив транспортні рейси до острова Гарове, при цьому у першому випадку він діяв разом з «Удзукі» та «Юнагі», а у наступному лише з «Удзукі».
7 грудня 1943-го «Амагірі» зазнав незначних пошкоджень при зіткненні з есмінцем «Акікадзе» біля Кавієнгу. Після цього 13—15 грудня він пройшов з Кавієнга на Трук, а після проходження певного ремонту вирушив 20 грудня для супроводу танкера «Терукава-Мару» на Сайпан. Наступної доби підводний човен потопив танкер і Амагірі разом із трьома іншими есмінцями, що вийшли на допомогу з Труку, провів порятунок вцілілих.
26 грудня 1943-го есмінець розпочав ескортування конвою, що вийшов з Труку до нафтоносного регіону Південно-Східної Азії, проте 30 грудня відокремився, а 9 січня 1944 вийшов з конвоєм FU-901 із Палау (західні Каролінські острови) до японського порту Уджина. 12 січня єдине судно останнього «Нігіцу-Мару», що перевозило близько 2000 осіб, було торпедоване та потоплене підводним човном. Якась частина людей у підсумку виявилась врятованою «Амагірі», але загинуло не менше шести сотень осіб. 14 січня есмінець прибув до Японії, де пройшов ремонт, під час якого, зокрема, з нього зняли одну установку головного калібру та змонтували дві строєні установки 25-мм зенітних автоматів.
З 1 по 18 березня 1944-го «Амагірі» ескортував конвої з японського порту Моджі через Формозу до Сінгапура. У Південно-Східній Азії «Амагірі» узявся за охорону крейсерів 16-ї дивізії і 2 квітня разом з двома іншими есмінцями вийшов із Сінгапуру для супроводу трьох крейсерів, що перевозили боєприпаси. 4 квітня загін прибув до Балікпапану (центр нафтогазової промисловості на сході Борнео), після чого розділився. «Амагірі» супроводжував два крейсери до Таракану (ще один центр нафтовидобутку Борнео), звідки вони 10—14 квітня пройшли назад у Сінгапур.
15—19 квітня 1944-го «Амагірі» охороняв ті самі два крейсери під час транспортного рейду з Сінгапуру до Пенангу й назад, причому вже 20 квітня цей загін рушив у рейс до Давао (південне узбережжя філіппінського острова Мінданао). 23 квітня під час проходження Макасарською протокою «Амагірі» підірвався на міні, виставленій ворожою авіацією, та за дві години затонув. Важкий крейсер «Аоба» та легкий крейсер «Оі» провели порятунок вцілілих.